# La Thorillière
François Le Noir, dit La Thorillière, est un comédien français né en 1626 à Paris où il est mort le 27 juillet 1680.

## Biographie
Après une carrière de capitaine au régiment de Lorraine, il épouse en 1658 Marie Petitjean, nièce de La Rocque, comédien du théâtre du Marais. Il fera partie de la troupe du Marais de 1659 à 1661 puis, à partir de juin 1662, de celle de Molière. Il interprète différents rôles dans les pièces de Molière, notamment un marquis fâcheux dans L'Impromptu de Versailles (1663) et Hali, dans Le Sicilien (1667). À la mort de Molière, il entre à l'hôtel de Bourgogne, aux côtés de Michel Baron.
Le 2 décembre 1667, il fait donner au Palais-Royal une pièce de sa composition, Cléopâtre, qui connaîtra une dizaine de représentations. Le 17 janvier 1671, il tient le rôle du père de Psyché lors de la première représentation de la comédie-ballet Psyché de Molière, Philippe Quinault et Pierre Corneille et Jean-Baptiste Lully. 
Sa fille Charlotte épouse Michel Baron en 1675, tandis que sa fille Marie-Thérèse épouse, en 1680, le dramaturge Florent Carton dit Dancourt. Son fils Pierre (1659-1731), dit aussi La Thorillière, sera sociétaire de la Comédie-Française.

## Le registre de la troupe de Molière
La Thorillière tient, avec La Grange, le registre-journal de la troupe du vendredi 6 avril 1663 au dimanche 6 janvier 1664. Ce registre, recouvert en parchemin, mesure 33 centimètres de haut sur 21,5 de large. Il comporte 99 feuillets de papier filigrané, cousus en cahiers. Chacun d'entre eux comporte un bandeau gravé et une ligne réservée à la date : « Le iour [jour] de 166 ». Les lignes suivantes détaillent 22 entrées : les recettes, dont l'origine est spécifiée, les frais, les dépenses. Quatre lanières de cuir, aujourd'hui cassées, en assuraient la fermeture. Sur le plat de la couverture, est écrit : « Registre / De la Troupe des Comédiens / du Roy au pallais Royal / 1663 ». Cette inscription, de la main de La Grange, est nécessairement postérieure à 1665, car ce n'est qu'en août 1665 que la « Troupe de Monsieur » passa sous la protection du roi, avec la dénomination ci-dessus.
La Thorillière n'utilise pas les rubriques prévues par l'éditeur du registre, mais écrit au verso, vierge, des pages. Il utilise une page par spectacle, le registre en recense donc 99. Ce dernier est un document important pour la connaissance du fonctionnement quotidien de la troupe de Molière. Les recettes des représentations sont très variables : elles vont de 100 livres, pour celle du Menteur de Corneille, le  mardi 29 mai 1663, à 1 357 livres, le vendredi 1er juin 1663, pour L'École des femmes suivie de la première de La Critique de l'École des femmes, toutes deux de Molière. Le registre permet aussi de connaître les noms des employés de la troupe : le décorateur Crosnier, le portier Gilot, le copiste Lapierre, le menuisier Denis, le moucheur de chandelles Chrestien, les assistants Ulric et César, les ouvreurs de loges, les Provost, etc. On y trouve également mention de spectateurs habituels : M. de Beaufort, le duc de Brissac, Boileau-Puimorin, Saint-Aignan, Turenne.